# Espèce erratique

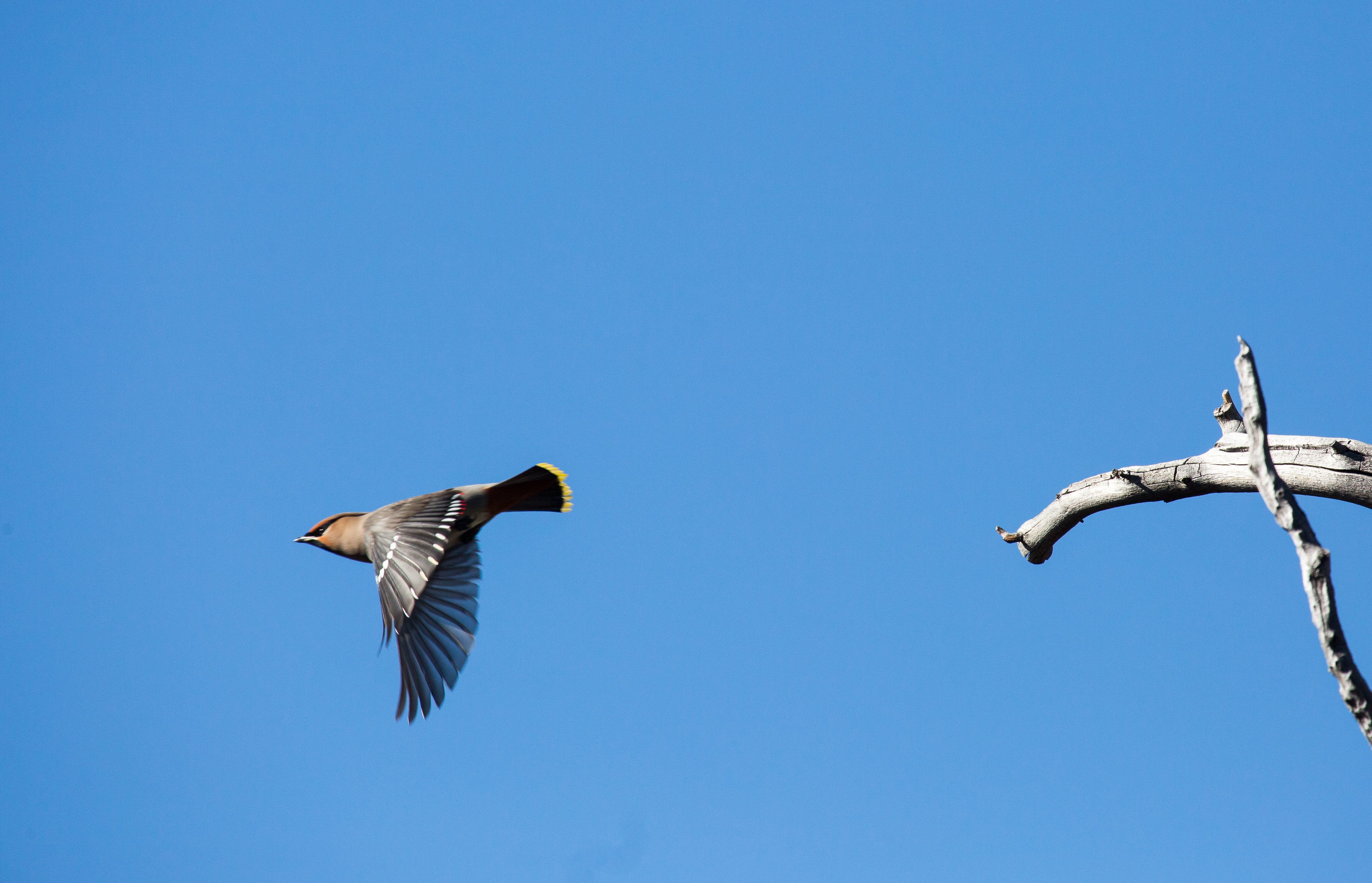
Un jaseur boréal en vol. Il s'agit d'une espèce erratique, sauf en période de reproduction.

En zoologie on qualifie d’erratiques, des espèces qui présentent des comportements de nature différente :
- Des erreurs de migrations
- Une colonisation territoriale due à de multiples phénomènes, qui peuvent aller de la fuite d'un territoire devenu impropre à leur survie à une augmentation des populations sur un territoire d'origine.

Ceci se traduit par :
- Des espèces que l'on retrouve assez régulièrement dans une zone géographique située en dehors de leur aire de répartition habituelle. Pour l'ornithologie, en particulier on parle d'oiseau rare. Exemple : le Pic syriaque en Allemagne
- Des espèces non territoriales qui, hors période de reproduction, vagabondent en fonction des conditions climatiques ou alimentaires, sans se fixer. Exemples : le Bec-croisé des sapins, le Jaseur boréal.

La divagation ou vagabondage des animaux domestiques n'entre pas dans ce cadre, voir par exemple Animal domestique en droit français.